# Anita Gradin
Anita Ingegerd Gradin (Hörnefors, 12 augustus 1933 – Stockholm, 23 mei 2022) was een journaliste, diplomate en politicus van Zweedse afkomst. Ze was aangesloten bij de partij SSAP. In de jaren tachtig en begin jaren negentig was Gradin minister in diverse kabinetten. Medio jaren negentig was ze Eurocommissaris in de Commissie-Santer.

## Biografie
Gradin was de dochter van een Zweedse vader, Ossian Gradin (1910-1986) en een Engelse moeder, Alfhild Gradin (1913-1984). Na afronding van het secundaire onderwijs studeerde ze tussen 1950 en 1953 aan de LO school. Vervolgens studeerde ze aan de Nordic Folk High School in Genève. Naast haar studie was ze werkzaam als journaliste en medewerker van de vakbond voor de Zweedse bosbouw en houtsector. Tussen 1967 en 1968 was ze de directrice van het kabinet van minister-president Tage Erlander. Tussen 1973 en 1982, met een onderbreking tussen 1980 en 1981, was ze lid van de Zweedse delegatie bij de Raad van Europa. In 1982 werd Gradin benoemd tot minister van Asielbeleid en Emancipatie. Vier jaar later kreeg ze de portefeuille Buitenlandse Handel. Gradin bleef minister tot 1991.
Tussen 1992 en 1994 was ze ambassadeur in Wenen. In januari 1995 werd Gradin benoemd tot het eerste Zweedse lid van de Europese Commissie. Ze kreeg onder meer de portefeuille antifraude. Gradin kwam in opspraak toen eind 1998 duidelijk werd dat Eurocommissaris Édith Cresson had gefraudeerd. De gehele commissie moest in maart 1999 aftreden. Gradin maakte tot september 1999 nog deel uit van de interim-commissie onder voorzitter Manuel Marín.
 Martin Bangemann ·  Ritt Bjerregaard ·  Emma Bonino ·  Leon Brittan ·  Hans van den Broek ·  Édith Cresson ·  João de Deus Pinheiro ·  Franz Fischler ·  Pádraig Flynn ·  Anita Gradin ·  Neil Kinnock ·  Erkki Liikanen ·  Manuel Marín ·  Karel Van Miert ·  Mario Monti ·  Marcelino Oreja ·  Christos Papoutsis ·  Jacques Santer ·  Yves Thibault de Silguy ·  Monika Wulf-Mathies
- International Standard Name Identifier: 0000 0000 7900 2914
- Parlement.com: vi2gloa8dbzr
- LIBRIS: 203502
- Virtual International Authority File: 105413459
- WorldCat: E39PBJyCHYDgBRJjvPWXq6JhpP